# Convergence pour le développement du Mali
La Convergence pour le développement du Mali (Codem) est un parti politique malien créé le 24 mai 2008 par Housseini Amion Guindo dit « Poulo », un jeune député de Sikasso. Son symbole est la quenouille et son slogan est « Comptons d’abord sur nos propres forces ».
La Codem se veut « une organisation politique à vocation africaine qui vise la construction au Mali d'un État républicain et démocratique ouvert à une économie de marché à visage humain ».
Au cours de la session parlementaire ordinaire 2008, cinq député, élus en 2007 et siégeant dans le groupe des indépendant, Alassane Abba (Goundam), Housseini Guindo (Sikasso), Marie Sylla (Sikasso), Saran Sinaté (Sikasso) et Souleymane Guindo (Koro), ont formé un groupe Codem.
Se présentant pour la première fois aux élections communales du 26 avril 2009 avec 324 listes, la Codem a réussi à se placer en sixième position au niveau national avec 405 conseillers élus sur les listes Codem et 444 conseillers au total.
Le 21 février 2010 le parti Liberté solidarité et justice (LJS) s’est dissous au sein de la Convergence pour le développement du Mali. 	

## Résultats électoraux
| Année | Élection             | Scores et observations |
| 2009  | Élections communales | 444 conseillers        |